# Esposizione nazionale italiana di storia della scienza del 1929
La prima Esposizione nazionale di storia della scienza è stata una mostra di cimeli scientifici di valore storico tenutasi al Palazzo delle Esposizioni di Firenze da maggio a novembre del 1929. Essa fu il primo evento espositivo italiano specificamente dedicato alla storia della scienza e il maggiore per dimensioni.

## Organizzazione
La prima Esposizione nazionale di storia della scienza fu ideata e diretta da Andrea Corsini, Antonio Garbasso e Piero Ginori Conti. Sin dai primi anni '20, Corsini si era dedicato al problema della tutela e valorizzazione del patrimonio storico-scientifico italiano. Nel 1923, egli aveva fondato, insieme a Garbasso, il Gruppo per la tutela del patrimonio scientifico nazionale, e successivamente, con la collaborazione di Piero Ginori Conti, l'Istituto di Storia della Scienza dell'Università di Firenze (1925). Fu in questo ambiente che maturò la decisione di organizzare una mostra storica della scienza allo scopo di presentare al grande pubblico le conquiste scientifiche del ‘genio italico’ e provvedere a un primo censimento delle collezioni storico-scientifiche italiane.
L'Esposizione, dapprima pensata come una mostra delle collezioni scientifiche toscane, in seguito all'appoggio ottenuto dal governo fascista divenne una mostra nazionale, coinvolgendo le principali istituzioni culturali della penisola.
Dal "Programma di Sala", un volantino ritrovato negli archivi della Banda Comunale di Lamporecchio Pistoia, si capisce quanto grande fosse l'interesse nazionale all'evento. Domenica 20 ottobre (1929) alle ore 16 si tenne un grande concerto sinfonico dell'allora denominata "Filarmonica Francesco Barni" (errore di stampa, volevano scrivere Berni) di Lamporecchio Pistoia, diretta dal grande maestro Temistocle Pace. L'evento fu organizzato dall'EAT (Ente Attività Toscane) operante dal 1923 al 1944.

Invito alla cerimonia di chiusura della Prima Esposizione Nazionale di Storia della Scienza (Firenze, 1929)

## Sede
L'Esposizione si tenne al Palazzo delle Esposizioni del Parterre di San Gallo. L'edificio, progettato da Enrico Dante Fantappiè e Vittorio Tognetti, era stato inaugurato nel 1922. Fu demolito nel 1939 nell'ambito del progetto di risistemazione del Parterre curato da Sirio Pastorini.

## Ordinamento
L'Esposizione era ordinata per città. A partire dal 1927, in numerosi centri italiani si erano cominciati a costituire, su sollecitazione degli organizzatori della mostra e del governo, dei comitati locali. A questi comitati fu garantita la possibilità di selezionare i cimeli da esporre e la facoltà di curare i propri allestimenti. All'evento presero parte più di 80 città e 200 prestatori pubblici e privati, per un totale di circa 9000 oggetti in mostra tra strumenti, macchine, manoscritti, opere a stampa, mappe, ritratti e cimeli vari.

## Il Museo nazionale di storia della scienza
Con più di 100.000 visitatori paganti, l'Esposizione riscosse un discreto successo di pubblico, che contribuì in maniera significativa al riconoscimento, da parte del grande pubblico e delle istituzioni, del valore culturale delle collezioni storico-scientifiche. Al termine dell'Esposizione, le collezioni fiorentine furono riunite nella sede di Palazzo Castellani per dare vita al Museo nazionale di storia della scienza, inaugurato alla presenza di Mussolini il 18 maggio 1930. Il Museo nazionale fu rinominato in Istituto e Museo di storia della scienza nel corso degli anni '30; nel 2010, in seguito a una profonda ristrutturazione, esso ha assunto il nome di Museo Galileo.

## Archivio
Un fondo archivistico che raccoglie documenti prodotti dal Comitato organizzativo e dalla Segreteria dell'Esposizione è conservato presso la biblioteca del Museo Galileo.
Il fondo, in 28 faldoni e 7 schedari, comprende: circolari e modulistica; documenti riguardanti l'organizzazione e l'allestimento, cerimonie ufficiali ed eventi collaterali; registri degli arrivi, dei prestatori e delle città di provenienza degli strumenti esposti; rassegna stampa nazionale ed estera; materiale preparatorio per il Grande catalogo di storia della scienza, mai pubblicato, e gli inventari redatti da Pietro Pagnini per il catalogo pubblicato nel 1952; oltre 300 fotografie delle sale e dei più importanti strumenti esposti, scattate dai Fratelli Alinari.
Il materiale d'archivio relativo all'Esposizione, posseduto dal Museo Galileo, pur essendo piuttosto consistente, è tuttavia solo una minima parte di quanto prodotto dal Comitato organizzativo e dalla Segreteria: i documenti riguardanti la parte organizzativa presentano infatti molte lacune, mentre più completi sono la rassegna stampa e i materiali preparatori per i due cataloghi, quello mai pubblicato e quello del 1952.
Altri documenti dell'Esposizione sono conservati sempre a Firenze presso l'Archivio di Stato e presso l'Archivio storico del Comune, e a Roma presso l'Archivio centrale dello Stato.